# Coed School
Coed School (hangul: 남녀공학; também conhecido como Co-ed School), foi um grupo musical misto sul-coreano formado pela Core Contents Media em 2010. Sua formação consistiu em dez integrantes, sendo eles: Taewoon, Sungmin, Jungwoo, Hyoyoung, Hyewon, Soomi, Kwanghang, Kangho, Chanmi e Noori. O conceito do grupo ser de gênero misto: composto por seis homens: (Taewoon, Sungmin, Jungwoo, Kangho e Noori), e quatro mulheres: (Hyoyoung, Hyewon, Soomi e Chanmi). Os integrantes eventualmente foram divididos em duas subunidades: F-ve Dolls, composto pelas integrantes femininas, e Speed, composto pelos integrantes masculinos. Em 2013, foi revelado que o grupo não iria mais retornar ao cenário musical e que as atividades seriam focadas apenas em suas subunidades.

## Carreira

### 2010: Estreia eSomething That Is Cheerful And Fresh
Pouco menos de duas semanas desde sua estreia com Too Late, o grupo lançou um segundo single Bbiribbom Bberibbom. O videoclipe do single foi gravado em 11 de outubro de 2010 e estrelado por Eunjung, integrante do grupo T-ara. Lançado em 18 de outubro, o lançamento do videoclipe foi acompanhado por um segundo videoclipe para o single I Love You A Thousand Times. Sua apresentação ao vivo de retorno ocorreu um dia depois, no programa musical M Countdown, onde eles apresentaram Bbiribbom Bberibbom. O single ''Bbiribbom Bberibbom atingiu a colocação sessenta e um no Gaon Digital Chart. Em 28 de outubro de 2010, o grupo lançou seu primeiro extended play Something That Is Cheerful And Fresh, composto pelos três singles lançados anteriormente, mais diversos remixes.

### 2012: Estreia do F-ve Dolls eCharming Five Girls
As quatro integrantes femininas do grupo foram programadas para estrear como uma subunidade chamada F-ve Dolls, com estreia prevista para os próximos meses. Uma quinta integrante da subunidade, chamada Eunkyo, foi oficialmente apresentada ao público. Em 7 de fevereiro de 2011, o grupo lançou uma videoclipe para seu single de estreia, Lip Stains, que foi produzida por Brave Brothers, dirigida por Chae Euntaek e estrelada por Jay Park. Em 16 de fevereiro, a unidade lançou um videoclipe para o single Your Words, acompanhado pelo extended play Charming Five Dolls.

### 2012: Estreia de Speed eHommage To Lovey Dovey
Em meados de 2012, foi anunciado a estreia da unidade masculina do Coed School, chamada Speed, consistente em quatro integrantes: Kwanghang, Jungwoo, Taewoon, Noori e Sungmin. Antes mesmo da estreia da unidade, foi anunciada a saída do integrante Kangho, que deixaria o grupo para focar em sua carreira de ator. Pouco depois, o estagiário Jongkook, ex-concorrente do Superstar K3, foi selecionado como substituto de Kangho. O grupo estreou oficialmente em 14 de fevereiro de 2012 com o lançamento do single Hommage To Lovey Dovey. A unidade realizou sua primeira apresentação ao vivo no programa musical Music Bank em 17 de fevereiro de 2012.

### 2013: Fim do grupo
Em meados de 2013, um representante da MBK Entertainment revelou que não havia planos para um retorno do Coed School, uma vez que suas duas unidades estavam crescendo popularmente. No final de 2014, F-ve Dolls chegou ao fim, e todas as integrantes femininas originais eventualmente deixaram a gravadora. Logo depois em 2015, todos os integrantes masculinos originais do grupo deixaram a agencia.

## Integrantes
- Soomi (em coreano:  수미), nascida Lee Soomi (em coreano:  이수미) em 3 de março de 1989 (36 anos) em Seul, Coreia do Sul.
- Kwanghang (em coreano:  광행), nascido Lee Kwanghang (em coreano:  이광행) em 20 de fevereiro de 1990 (35 anos) em Goyang, Coreia do Sul.
- Jungwoo (em coreano:  정우), nascido Kim Jungwoo (em coreano:  김정우) em 9 de maio de 1990 (34 anos) em Daegu, Coreia do Sul.
- Taewoon (em coreano:  태운), nascido Woo Taewoon (em coreano:  우태운) em 11 de maio de 1990 (34 anos) em Seul, Coreia do Sul.
- Kangho (em coreano:  강호), nascido Park Yongsoo (em coreano:  박용수) em 14 de dezembro de 1991 (33 anos) em Seul, Coreia do Sul.
- Chanmi (em coreano:  찬미), nascida Heo Chanmi (em coreano:  허찬미) em 6 de abril de 1992 (32 anos) em Seul, Coreia do Sul.
- Noori (em coreano:  누리), nascido Kang Eunoh (em coreano:  강은오) em 3 de março de 1993 (32 anos) em Seul, Coreia do Sul.
- Hyoyoung (em coreano:  효영), nascida Ryu Hyoyoung (em coreano:  류효영) em 22 de abril de 1993 (31 anos) em Gwangju, Coreia do Sul.
- Hyewon (em coreano:  혜원), nascida Jin Hyewon (em coreano:  진혜원) em 6 de março de 1995 (30 anos) em Busan, Coreia do Sul.
- Sungmin (em coreano:  성민), nascido Choi Sungmin (em coreano:  최성민) em 7 de dezembro de 1995 (29 anos) em Seul, Coreia do Sul.

## Discografia

### Extended plays
| Ano  | Informações |
| ---- | --- |
| 2010 | Something That Is Cheerful And Fresh - Lançamento: 28 de outubro de 2010 - Linguagem: Coreano - Duração: 26:22 - Gravadora: MBK Entertainment |

### Singles
| Ano  | Title                         | Melhor posição nas paradas | Álbum                                |
| Ano  | Title                         | Gaon Chart                 | Álbum                                |
| ---- | ----------------------------- | -------------------------- | ------------------------------------ |
| 2010 | "Too Late"                    | 13                         | Something That Is Cheerful And Fresh |
| 2010 | "Bbiribbom Bberibbom"         | 61                         | Something That Is Cheerful And Fresh |
| 2010 | "I Love You A Thousand Times" | —                          | Something That Is Cheerful And Fresh |

## Videografia
| Ano  | Vídeo musical                          | Duração |
| ---- | -------------------------------------- | ------- |
| 2010 | "Too Late"                             | 6:56    |
| 2010 | "삐리뽐 빼리뽐 (Bbiribbom Bbaeribbom)" | 4:14    |
| 2010 | "I Love You a Thousand Times"          | 3:59    |